# Guansuo
Guansuo est un astérisme de l'astronomie chinoise. Il est décrit dans le traité astronomique du Shi Shi, qui recense les astérismes les plus brillants de l'astronomie chinoise. Il se compose de neuf étoiles, toutes situées dans la constellation occidentale de la Couronne boréale.

## Composition
Les neuf étoiles composant l'astérisme sont les sept étoiles principales de la constellation occidentale de la Couronne boréale, l'arc de cercle qu'elles forment étant complété par deux autres étoiles, formant une ligne presque refermée. Ces neuf étoiles sont, dans le sens des aiguilles d'une montre :
- π Coronae Borealis
- θ Coronae Borealis
- β Coronae Borealis
- α Coronae Borealis (Alphecca)
- γ Coronae Borealis
- δ Coronae Borealis
- ε Coronae Borealis
- ι Coronae Borealis
- ρ Coronae Borealis

L'étoile référente de l'astérisme, correspondant à l'extrémité droite de l'astérisme, est β Coronae Borealis. Il ne s'agit pas de l'étoile la plus extrême de l'arc de cercle (π Coronae Borealis), celle-ci étant située plus à gauche.

## Localisation et symbolique
Guansuo représente les maillons d'une chaîne, symbolisant une prison. Cette prison renferme des gens du peuple. Il existe une autre prison, cette fois dédiée aux nobles (Tianlao, à proximité immédiate de Beidou, correspondant à la « casserole » de la Grande Ourse).

## Astérismes associés
Guansuo est lié au complexe centré sur le roi céleste Dajiao (α Bootis / Arcturus), situé non loin. Juste au-dessus de Guansuo se trouvent les sept ducs, Qigong, membres probables de la cour de Dajiao, à droite Zhaoyao et Xuange, des armes protégeant le roi (une épée ou un épieu et une hallebarde respectivement), et à gauche Tianji, une structure administrative en rapport avec le commerce, qui n'est pas rattachée au palais du roi céleste Dajiao, mais au marché céleste situé en dessous, Tianshi.

## Référence
- (en) Sun Xiaochun et Jakob Kistemaker, The Chinese sky during the Han, New York, Éditions Brill, 1997, 247 p. (ISBN 9004107371), page 149.